# Pistolet Glock 18
Glock 18 – austriacki pistolet automatyczny.
Jest to jedyna broń samoczynno-samopowtarzalna wśród wersji pistoletu Glock. Zasilana jest nabojem 9 mm Parabellum. Ma szybkostrzelność teoretyczną 1200 strz./min. Wyposażony (w przeciwieństwie do Glocków samopowtarzalnych) w bezpiecznik nastawny będący jednocześnie przełącznikiem rodzaju ognia. Przełącznik znajduje się na lewej stronie zamka, a pozycja „zabezpieczony” znajduje się pomiędzy pozycjami ognia pojedynczego/ciągłego. Pistolet Glock 18 wykonano na bazie modelu 17, jednak główne części nie są zamienne. Miało to utrudnić przeróbki Glocka 17 na broń automatyczną. Pistolety te różnią się wymiarami. Produkowana była również wersja Glock 18C. „C” oznacza tu kompensator podrzutu wykonany w formie dwóch owalnych wycięć na górnej powierzchni lufy i zamka.